# Raphael Montañez Ortiz
Raphael Montañez Ortiz född 30 januari 1934 i Brooklyn i New York, är en amerikansk performanceartist, konstnär, pedagog och grundare av El Museo del Barrio, i East Harlem, New York City.

## Biografi
Raphael Montañez Ortiz växte upp med sina föräldrar, Joseph H. Ortiz och Eusabia Velazquez Ortiz, i en integrerad del av Brooklyn, bland afroamerikaner, puertoricaner och ortodoxa judar. Under 1960-talet började han studera till arkitekt på Pratt Institute men bytte spår och utbildade sig istället till bildkonstnär med performance ambitioner.

Vid det första Destruction in Art Symposium (DIAS) i London 1966 träffade Ortiz Yoko Ono, Otto Mühl, Wolf Vostell, Gustav Metzger och framförde ett antal verk som "Piano Destruction Concerts", "Bust Your Paper Bags" och inom ramen för sitt "Physio-Psycho-Alchemy" projekt, sekvensen "Mummy, Daddy, Mummy", där den sistnämnda kom att inspirera Arthur Janov till primalterapins utformning.

Under 1970-talet blandade Ortiz akademiska studier på Columbia University och New York University med sin performancekonst. " Piano Destruction Concerts" har han hittills framfört ett hundratal gånger.

## Produktion (i urval)
- Destructivism: a manifesto (bok 1962 El Museo del Barrio, New York)
- Henny-Penny Piano Destruction Concert (performance 1966 DIAS Conway Hall, London)
- What is this? (film 1984 LIMA)
- Laser Disc/Scratch/Destruction (performance/film 1985 LABOR)
- Couch Destruction: Angel Release (performance 2017 LA ArtShow)